# The Memory of Trees
The Memory of Trees (от англ. „Паметта на дърветата“) е четвъртият студиен албум на ирландската певица, композиторка и музикантка Еня, издаден на 20 ноември 1995 г. от Уорнър Мюзик UK. След като пътува по целия свят, за да популяризира предишния си албум Shepherd Moons (1991) и допринася за филмови саундтракове, Еня си взема кратка почивка, преди да започне да пише и записва нов албум през 1993 г. със своите дългогодишни записващи партньори: аранжорът и продуцентът Ники Райън и съпругата му – текстописката Рома Райън. Албумът е първият на изпълнителката, изцяло записан в Ирландия и обхваща теми, които включват ирландската и друидската митология, идеята за дома, пътуванията, религията, мечтите и любовта. Еня продължава да показва звученето си с многопистов вокал с клавирни инструменти и елементи на келтска и ню ейдж музика, въпреки че не смята, че музиката ѝ е от последния жанр. Тя пее на английски, ирландски, латински и испански.
The Memory of Trees получава предимно положителни отзиви от музикалните критици. Той има световен търговски успех, достигайки № 5 в Обединеното кралство и № 9 в Билборд 200 в Съединените щати. През 2000 г. е сертифициран като мултиплатинен от Асоциацията на звукозаписната индустрия на Америка за продадени 3 млн. копия.
Две песни от него са издадени като сингли: Anywhere Is през ноември 1995 г., който достига седмо място в Обединеното кралство, последван от On My Way Home през ноември 1996 г., който достига връх на № 26. Еня подкрепи албума с промоционално турне, включващо няколко интервюта и телевизионни изпълнения.
The Memory of Trees ѝ печели втора награда Грами за най-добър ню ейдж албум на през 1997 г. Той е ремастеризиран за японско издание с бонус парчета през 2009 г. и става достъпен на плоча през 2016 г.

## Запис и производство
След като пътува по целия свят от края на 1991 г., за да популяризира предишния си албум Shepherd Moons (1991) и работи по саундтрака на романтичния приключенски драматичен филм „Далече, далече“ (1992), 31-годишната Еня си взема почти едногодишна пауза от музиката. Тя прекарва по-голямата част от времето със семейството си, опитвайки се „да се релаксира“ и посещава различни места по света, за да намери допълнително вдъхновение за писането на песни. Тя се завръща към работа през 1993 г., когато чувства, че е подходящият момент да започне да пише и записва нов студиен албум с нейните дългогодишни звукозаписни партньори: аранжорът и продуцентът Ники Райън и съпругата му – текстописката Рома Райън. Еня получава още предложения за саундтракове по време на записа на The Memory of Trees, но ги отказва, тъй като пожелава да се концентрира само върху албума.
По време на паузата на Еня сем. Райън се мести от дома им в Артейн – северно предградие на Дъблин, в Килини, графство Дъблин, което включва и преместването на Студио „Еглъ“ (Aigle Studio) – тяхното домашно  звукозаписно съоръжение, където Еня записва предишните си три албума Enya (1987), Watermark (1988) и Shepherd Moons (1991). Преди преместването Еня и Ники обикновено започват да записват в Артейн, но трябва да завършат албумите в Лондон, тъй като Еглъ няма подходящото оборудване. Изпълнителката намира този факт за труден, тъй като работата в града предизвиква чести разсейване и води до висок наем за студио в сравнение с „много интимната и лична“ обстановка у дома. Студио „Еглъ“ е преустроено като отделна сграда на територията и е  обновено с ново оборудване, проектирано и построено според техните спецификации, като по този начин The Memory of Trees е първият албум на певицата, записан изцяло в Ирландия. Тя описва двуетажното студио така: „Много е тихо и спокойно. На горния етаж имаме тази дълга стая с два големи дъгови прозореца в двата края с пиано, гледащо към планините Уиклоу“.
Темпото и часовете на работа на Еня в студиото се увеличават в последните осем месеца на запис, като тя се събужда в седем или осем сутринта и работи до късно, за да „даде колкото може“ за албума. По-късно тя казва, че е „дала 100 процента“ за него. Когато записът приключва, албумът е мастеризиран от Арун Чакраверти, който работил и върху преиздаването на албума Enya през 1992 г. като The Celts. Ники се радва, че албумът е завършен поради продължителността на времето, необходимо за запис. Той свързва последното с тях тримата, които са „най-лошите врагове при вземането на решение кога дадено парче е завършено... настъпва умора на слушателя и не можем да преценим дали творбата е готова“.
Дизайнът на обложката на албума е подреден по оформление на Суки Чой, който, подобно на Чакраверти, е работил върху албума The Celts. Предната ѝ част е адаптация на „Младият крал на Черните острови“ (The Young King of the Black Isles) – картина на американския художник Максфийлд Периш от 1906 г., сама по себе си базирана на едноименната история от „Хиляда и една нощ“. Еня е изобразена като плачещия млад крал, седнал на трона си в костюм, проектиран от английската модна дизайнерка Елизабет Еманюел. Кадри на живо на Еня в костюма и позата са използвани в музикалното видео към Anywhere Is.

## Музика и текст
Еня е единствената композиторка на музиката за The Memory of Trees и я аранжира заедно с Ники Райън. Това е първият ѝ албум без участието на гост музиканти. В допълнение към вокалите, пианото и набора от клавиатури и синтезатори, които определят нейното звучене, Еня свири на цигулка, виолончело и ударни инструменти. Нейният метод на писане на песни се е отклонил съвсем малко от началото на кариерата ѝ. Той започва с влизането в студиото и забравянето за миналите успехи. След това идеите се записват на лента като вокал или мелодия на пиано. „Обикновено това, което се случва, е първата нота, втората нота и това ме отвежда на пътешествие и аз просто го следвам". Когато колекцията от идеи е записана, Еня ги представя на Ники, като започва дискусии как да ги развие допълнително в песни. След това Рома работи върху текст, ако смята, че песента би му подхождала.
Както при предишните ѝ два албума The Memory of Trees започва с едноименното инструментално парче с безмълвни вокали. Песента произлиза от Рома, след като тя прочита за ирландската митология и келтските друиди, които отдават голямо значение на дърветата и вярват, че са свещени и притежават мъдрост. Еня твърди, че това не означава някакво екологично изявление, а е повече за това какво биха могли да мислят дърветата за хората. Рома предлага заглавието и Еня се съгласява, смятайки, че то е особено силно и има усещане за двусмисленост, което позволява на слушателя да извайва собствени образи и идеи, когато го види и чуе. Когато заглавието е договорено, Еня продължава да пише песента около две седмици по-късно, което е необичаен начин на работа, тъй като мелодията винаги е на първо място, следвана от заглавието и текста.

### Песни
Песента Anywhere Is е разработена от стакато линия, която Еня описва като имаща „маршово усещане“. Първоначално това е песен, която тя и Ники искат да отхвърлят за албума, но е доразвита, след като Роб Дикинс – тогавашен председател на Уорнър Мюзик UK е поканен в Ирландия през август 1995 г., за да изслуша албума, приблизително година и половина в процеса на запис. Еня и сем. Райън смятат, че песните се нуждаят от допълнителна работа, но Дикенс изразява задоволството си: „Повечето песни звучаха абсолютно превъзходно. Бяха готови“. „Дикинс усеща, че Anywhere Is, в която са заличени единствено беквокалите, има заложби на хитов сингъл и ги насърчава да я завършат; това е последната песен, по която трябва да работят. Мелодията на Еня за песента вдъхновява Рома да напише текстове за, по думите на сп. „Билборд“, „търсенето на временното небе, което всички култури наричат „дом““ – тема, която Еня смята за важна, тъй като тя пише и репетира песните си само в Ирландия. Дикинс получава посвещение на обложката на албума на ирландски.
Pax Deorum на латински значи „Мир на боговете“ и включва Еня, която свири на виолончело и цигулка – инструменти, които тя не е научила напълно, но е в състояние да свири основни акорди, които ѝ звучат ефектно, когато Ники ги наслоява в студиото с нейните синтезатори. Докато работят по песента в ранните етапи около Коледа 1994 г., тя поема посока, от която Еня и Ники не да доволни, така че те я оставят за три месеца, преди да я преразгледат, коригирайки основната ѝ тема в процеса. Когато Еня пуска песента на Рома, им става ясно, че тя подхожда на език, различен от английския, и решават да е латински по предложение на Рома заради „класическото ѝ усещане“.
По отношение на песента на ирландски език Athair Ar Neamh, която се превежда като „Баща в небето“, Рома написва „Гласът на прозрението се намира в“Athair ar Neamh“. Това е гласът на деня, гласът на нощта, гласът на всички, на разбирането... мир, който е уникален за индивида, мир, който се усеща, а не се описва".
From Where I Am („От където съм аз“) е второто от трите инструментални парчета в албума.
Заглавието на China Roses („Китайски рози“) препраща към цветето Rosa chinensis. Текстовете на песента се отнасят до растенията Коледен джел и Ангелски сълзи, птицата колибри сафо, Небесните ключове на Св. Петър и историите от „Хиляда и една нощ“. Рома обяснява, че песента се основава на идеята, че „всеки има своя собствена представа за рая... това е едно различно съкровище, което прегръщаме“.
Hope Has a Place („Надеждата има място“) първоначално е разработена текстово, след като Рома посещава язовира Сайлънт Вали в планините Морн в Ирландия и написва думите ѝ, базирани на първата любов към дъщеря ѝ Ебони. Впоследствие Еня написва мелодията и посещава язовира с Ники, който ѝ предлага да запише главния вокал на песента на място.
Tea-House Moon („Чайна луна“) е третото инструментално парче от албума.
Once You Had Gold („Някога ти имаше злато“) е повлиян от опита на Еня да пее химни в младостта си и тя включва структурата и мелодията им в песента.
La Soñadora на испански означава „Мечтателката“. Текстът ѝ е вдъхновен от стихотворение, рецитирано от Амергин Глуингел – друид, син на Мил (милезиец) при пристигането му в Ирландия от Испания. Еня има родствена връзка с Испания от страна на майка си; и двата аспекта я вдъхновяват да я изпее на испански по предложение на Рома.
За Еня On My Way Home („По пътя ми към дома“) е за „онези прекрасни спомени и мили моменти, които имаш, когато си на път за вкъщи“, и тя пожелава да представи положителното усещане в припева. Песента съдържа семпли от две други нейни песни: Book of Days и Orinoco Flow.
Оригиналното японско издание съдържа като бонус песен Oriel Window („Еркерен прозорец“) – инструментално пиано парче, записано по времето на албума Shepherd Moons.

## Издаване и комерсиален прием
За да популяризира албума, преди издаването му Уорнър Мюзик организира събитие в Лондон за журналисти и телевизионни компании на Силвър Баракуда – развлекателна лодка, която пътува от Чаринг Крос до Гринуич, където има прием в Куинс Хаус заедно с фойерверки. На следващия ден Еня дава частна прес конференция. Издадена е ограничена серия промоционален бокс сет в 1001 копия, който включва албума на CD и касета с книжка от 14 стр. с бележки и предговор с автограф от Рома Райън и с отпечатани текстове.
The Memory of Trees е издаден на 20 ноември 1995 г. от Уорнър Мюзик в Обединеното кралство и на 5 декември 1995 г. от Рипрайз Рекърдс в Съединените щати. Той достига № 1 в Ирландската класация за албуми и става четвъртият албум на Еня, който влиза в Топ 10 на Класацията на албумите на Обединеното кралство, като влиза на № 6, преди да достигне пиковата си позиция от № 5 за две седмици през декември 1995 г. по време на първоначалните си 22-седмично движение в класацията. Албумът отново влиза в класацията за общо шест седмици през 1996 г. и още три седмици през 1997 г. В САЩ той достига връх на № 9 в Билборд 200 и това е нейният албум най-високо класирал се албум там към момента на излизането си, по време на 66-седмичния си престой в класацията. В Класацията на Билборд за ню ейдж албуми албумът става вторият пореден № 1 на изпълнителката по време на 104-седмичния му престой. За по-нататъшно популяризиране на албума Еня и Ники пътуват по целия свят на медийно турне в 16 страни, включващо интервюта, гостувания и изпълнения на Anywhere Is.
Албумът се превръща в международен търговски успех. През декември 1995 г. той е сертифициран като платинен от Британската фонографска индустрия (BPI) за 300 хил. продадени копия в Обединеното кралство. През август 1996 г. той става двойно платинен за 600 хил. продадени копия. Най-големият му успех е в Съединените щати, където през февруари 1996 г. той е сертифициран като платинен от Асоциацията на звукозаписната индустрия на Америка (RIAA) за продадени 1 млн. копия. През следващите шест месеца са продадени още 1 млн. копия. През март 2000 г. той е тройно платинен за продажба на 3 млн. копия. През ноември 2008 г. сп. „Билборд“ съобщава, че албумът е продаден в 2 397 724 копия в Съединените щати според данните на Nielsen SoundScan.
Еня издава два сингъла от The Memory of Trees през 1995 и 1996 г. Anywhere Is е водещият сингъл, издаден през ноември 1995 г. Той става нейният втори сингъл в класациите в Обединеното кралство, достигайки връх от № 7 по време на 13-седмичния си престой в класацията. През 2013 г. е сертифициран със сребро от BPI за 200 хил. продадени копия. Музикалният видеоклип към песента е режисиран от Дейвид Шайнман, преди това работил с Еня по преиздаването на албума ѝ Enya и в други промоционални нейни видеоклипове. On My Way Home е вторият сингъл; той е издаден през ноември 1996 г. Достига № 26 в Обединеното кралство по време на 2-седмичния си престой в Класацията на синглите. Неговото видео е режисирано от Дикинс.
През февруари 1997 г. The Memory of Trees печели на Еня втората награда Грами за най-добър ню ейдж албум на 39-о издание на церемонията по награждаването.
През 2009 г. албумът е ремастеризиран за японско издание на Super High Material CD с три бонус парчета: I May Not Awaken, първоначално издаден като B страна на сингъла On My Way Home, и single edit на On My Way Home и Anywhere Is. На 11 ноември 2016 г. Рипрайз Рекърдс издава албума на плоча за първи път.

## Критичен прием
Често се обсъжда колко малко са се променили звученето и стилът на Еня. Някои критици приветстват изпълнителката за това. Джоди Калахан от в.„Синсинати Пост“ възкликва, че The Memory of Trees е „поредният запис на Еня с целия мит и топлина, които предполага“, а Дон Хекман от в. „Лос Анджелис Таймс“ пише, че стилът все още би се харесал на феновете ѝ. Репортерката на сп. „Ролинг Стоун“ Елиза Гарднър избира "China Roses" като песен, която ѝ напомня за „спокойното излъчване“ на песента Caribbean Blue от албума Shepherd Moons, а "Once You Had Gold" звучи „еднакво нежно, с успокояващ текст и всичката красота на коледна песен“. Други обаче намират липсата на еволюция за недостатък и водеща до скучно изживяване. Съливан чувства, че албумът не е „толкова екзотичен или трансцендентен“ като предишните два албума на Еня и пожелава повече „движение и драма“. Дейвид Браун от Ентъртейнмънт Уикли нарича Еня с новата ѝ творба „още по-малко живота на пъб-а“ и казва: „Със своите многослойни хорални хармонии с уроци по дишане, омекотени в мрачни клавиатури, албумът, с изключение на няколко весели момента, е тъжен до присмех“.
Продукцията на Ники Райън и пеенето на Еня са аплодирани. Хауърд Коен от в. „Лос Анджелис Дейли“ заявява, че албумът „не разочарова, поне не стилистично" със своя „безупречен запис и разкошно звучене“. „Техническата компетентност и поддържащите настроението качества“ на музиката, която Хекман нарича „мистериозни“ и „богати“, съчетани с „ангелското, фолк сопрано“ и „носталгичното“ пиано на Еня, се стичат, за да създадат един безпроблемен албум, което „почти изисква албумът да бъде чут изцяло". Калахан хвали „звучните мелодии, светещи от струни, пиано и ударни перкусии, и луксозните вокали". Джойс хвали нейния вокал и продукцията на Ники Райън като формиращи „каскаден душ от хармонии“. Джим Съливан от „Бостън Глоуб“ смята, че тя и сем. Райън създават „спокойна атмосфера“ и „ню ейдж музика с изтънченост и интелигентност“.

## Списък с песни
Цялата музика е дело на Еня. Всички текстове са на Рома Райън. Всички аранжименти са на Еня и Ники Райън.
| 1.    | The Memory of Trees | 4:18 |
| 2.    | Anywhere Is         | 3:58 |
| 3.    | Pax Deorum          | 4:58 |
| 4.    | Athair Ar Neamh     | 3:39 |
| 5.    | From Where I Am     | 2:20 |
| 6.    | China Roses         | 4:47 |
| 7.    | Hope Has a Place    | 4:44 |
| 8.    | Tea-House Moon      | 2:41 |
| 9.    | Once You Had Gold   | 3:16 |
| 10.   | La Soñadora         | 3:35 |
| 11.   | On My Way Home      | 5:08 |
| 43:24 |                     |      |

| 12. | Oriel Window | 2:22 |

| 12. | Anywhere Is (single edit) | 3:48 |
| 13. | On My Way Home (ремикс)   | 3:38 |
| 14. | I May Not Awaken          | 4:23 |

## Състав
Информацията е адаптирана от бележките на албума.
Музика
- Еня – вокал, пиано, клавирни, синтезатор, виолончело, цигулка, перкусии

Продукция
- Ники Райън – продуцент, аранжимент, звукозаписен инженер, аудио миксиране
- Роб Дикинс – изпълнителен продуцент
- Арун Чакраверти – мастеризиране (акредитиран като „Арун“)
- И Ем Ай Сонгс Ltd. – издател
- Максфийлд Париш – фотография на обложката (вдъхновена от)
- Елизабет Еманюел – дизайн на костюми
- Суки Чой – оформление на обложката (акредитиран като „Суки“)

## Класации
| Класации (1995 – 96)                             | Макс. позиция |
| ------------------------------------------------ | ------------- |
| Австралийска класация на албумите ARIA           | 1             |
| Австрийска класация на албумите                  | 3             |
| Белгийска класация Ултрапоп 50 албума (Фландрия) | 3             |
| Белгийска класация Ултрапоп 50 албума (Валония)  | 6             |
| Канадска класация на албумите RPM                | 4             |
| Нидерландска класация на албумите                | 1             |
| Финландска класация на албумите                  | 11            |
| Немска класация на албумите                      | 4             |
| Ирландска класация на албумите                   | 1             |
| Италианска класация на албумите                  | 4             |
| Японска класация на албумите                     | 10            |
| Новозеландска класация на албумите               | 3             |
| Норвежка класация на албумите                    | 1             |
| Испанска класация на албумите                    | 1             |
| Шведска калсация на албумите                     | 1             |
| Швейцарска класация на албумите                  | 3             |
| Британска класация на албумите                   | 5             |
| Американска Билборд 200                          | 9             |

| Класации (1995)                            | Позиция |
| ------------------------------------------ | ------- |
| Австралийска класация на албумиите         | 17      |
| Белгийска класация на албумиите (Фландрия) | 25      |
| Нидерландска класация на албумите          | 60      |
| Шведска класация на албумите               | 9       |
| Британска класация на албумите             | 20      |

| Класации (1996)                          | Позиция |
| ---------------------------------------- | ------- |
| Австралийска класация на албумите        | 11      |
| Австрийска класация на албумите          | 22      |
| Канадска класация на албумите            | 48      |
| Нидерландска класация на албумите        | 32      |
| Немска класация на албумите              | 23      |
| Новоцеландска класация на албумите Chart | 50      |
| Шведска класация на албумите Chart       | 24      |
| Швейцарска класация на албумите          | 28      |
| Британска класация на албумите           | 61      |
| Американска Билборд 200                  | 31      |

## Сертификати и продажби
| Регион | Сертификат  | Продадени бройки |
| --- | ----------- | ---------------- |
| Аржентина (CAPIF) | Платинен    | 60 хил.^         |
| Австралия (ARIA) | 4× Платинен | 280 хил.^        |
| Австрия (IFPI Austria)                                                                                                 | Платинен    | 50 хил.*         |
| Белгия (BEA) | Златен      | 25 хил.*         |
| Бразилия (Pro-Música Brasil)                                                                                           | Платинен    | 250 хил.*        |
| Канада (Music Canada)                                                                                                  | Платинен    | 100 хил.^        |
| Финландия (Musiikkituottajat)                                                                                          | Златен      | 21 714           |
| Франция (SNEP) | Златен      | 176 700          |
| Германия (BVMI) | Златен      | 250 хил.^        |
| Италия | —           | 250 хил.         |
| Япония (RIAJ) | 3× Платинен | 600 хил.^        |
| Мексико | —           | 20 хил.          |
| Нидерландия (NVPI) | Платинен    | 100 хил.^        |
| Нова Зеландия (RMNZ)                                                                                                   | Платинен    | 15 хил.^         |
| Полша (ZPAV) | Златен      | 50 хил.*         |
| Испания (PROMUSICAE)                                                                                                   | 3× Платинен | 300 хил.^        |
| Швеция (GLF) | Платинен    | 100 хил.^        |
| Обединено кралство (BPI)                                                                                               | 2× Платинен | 600 хил.^        |
| САЩ (RIAA) | 3× Платинен | 3 млн.^          |
| Европа | 2× Платинен | 2 млн.*          |
| * Данни за продажбите се основават на самото сертифициране. ^Данните за пратките се основават на самото сертифициране. |             |                  |

## История на изданието
| Страна         | Дата               | Формат    | Лейбъл                       |
| -------------- | ------------------ | --------- | ---------------------------- |
| Различни       | 20 ноември 1995 г. | CD касета | Уорнър Мюзик                 |
| Съединени щати | 5 декември 1995 г. | CD касета | Рипрайз Рекърдс              |
| Япония         | март 2009 г.       | CD        | Уорнър Мюзик Япония          |
| Различни       | 11 ноември 2016 г. | LP        | Уорнър Мюзик Рипрайз Мавърик |